# Briòfits en sentit ampli
|  | Per a altres significats, vegeu «Molses». |

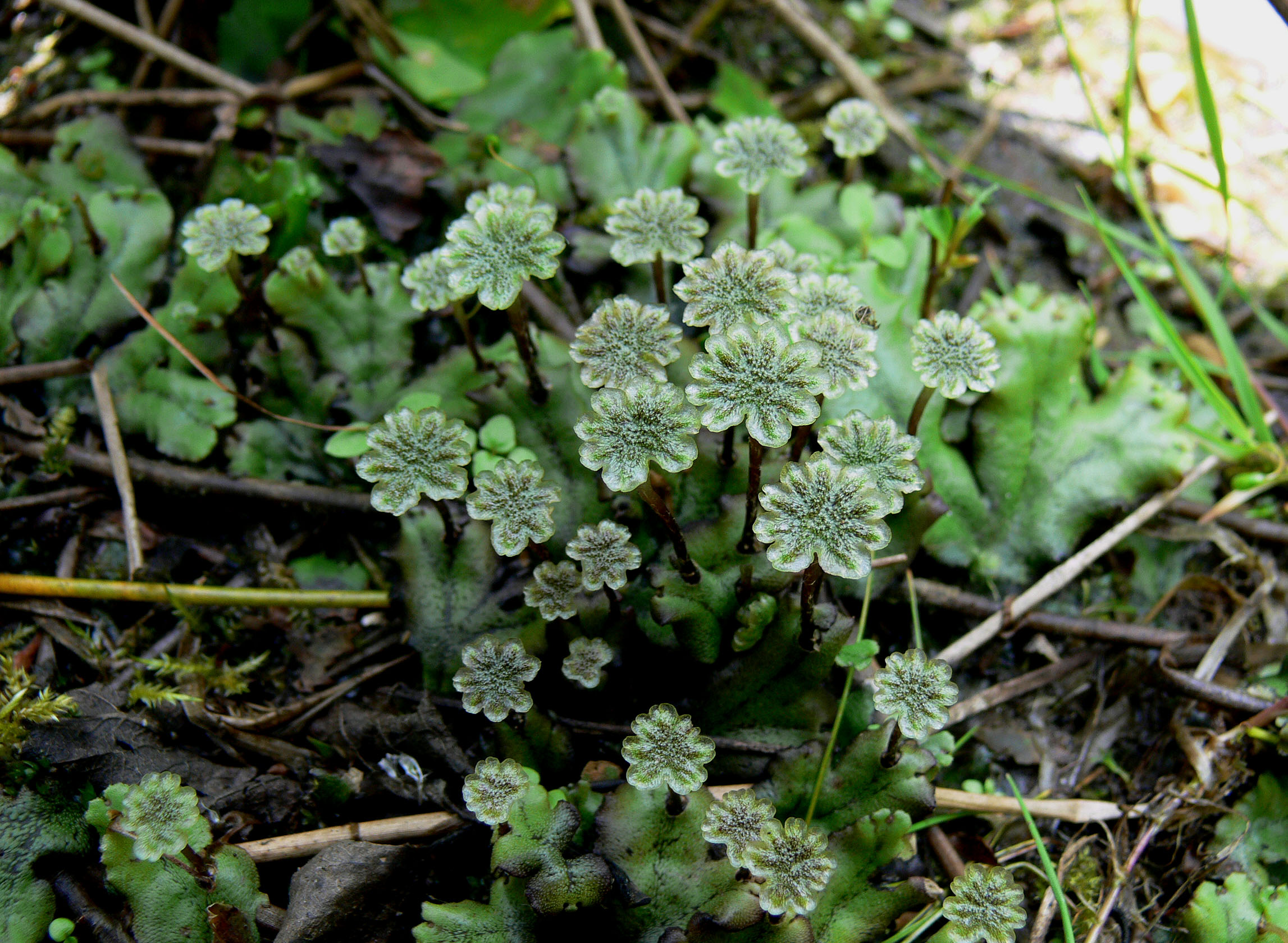
Marchantia, una hepàtica

Els briòfits en sentit ampli són les plantes terrestres (embriofitins) que no tenen un autèntic teixit vascular i que per tant s'anomenen plantes no vasculars.
Alguns briòfits sí que tenen teixits especialitzats pel transport d'aigua; tanmateix els manca la lignina i per això no es considera un autèntic teixit vascular.
Actualment es creu que els briòfits no són un grup natural (un grup monofilètic); tanmateix convé que aquest nom romangui en ús com a terme col·lectiu per les molses (Bryophyta), hepàtiques (Marchantiophyta) i antocerotòfits (Anthocerotophyta). Els briòfits en sentit ampli produeixen estructures reproductives tancades (gametangis i esporangis), però no produeixen ni flors ni llavors, es reprodueixen per espores.

## Etimologia
El terme «briòfit» prové del grec antic: βρύον, bryon, "molsa d'arbre, ostra verda" + φυτόν - phyton "planta". Bryophyta és una divisió biològica que comprèn solament les molses no pas les hepàtiques ni els antocerotòfits.

## Taxonomia

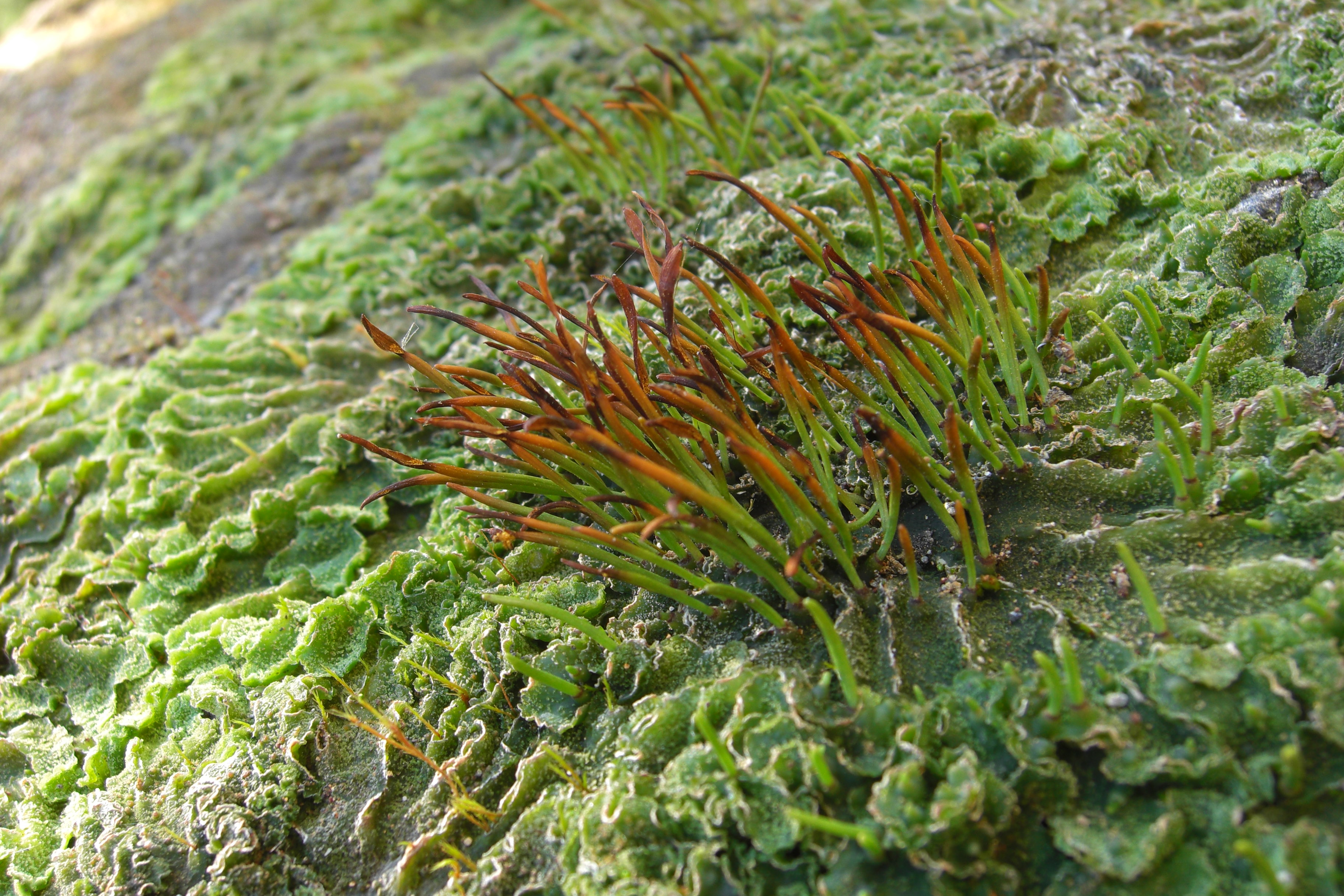
Els antocerotòfits són el tercer grup dels briòfis en sentit ampli.

Actualment hi ha un consens científic en el fet que els briòfits en sentit ampli no són un grup natural (és a dir, que són parafilètics), per bé que cada un dels grups que viuen en l'actualitat sí que és monofilètic.
Els tres llinatges són Marchantiophyta, Bryophyta i Anthocerotophyta.
Les plantes vasculars o traqueòfites són el quart llinatge de plantes terrestres vives actualment.
El terme "briòfit" així es refereix a una gradació de llinatges definits principalment pel que els manca: comparats amb altres plantes vives, no tenen teixit vascular que contingui lignina; comparat amb totes les altres plantes terrestres vives, els manquen esporòfits embrancats que portin múltiples esporangis. La prominència del gametòfit en el cicle vital també és una característica compartida dels tres llinatges de briòfits (totes les plantes vasculars actuals tenen l'esporòfit dominant).